# Smatruz
Smatruz (z niem. Schmetterhaus) - w średniowieczu i wczesnej epoce nowożytnej rodzaj hali targowej, zawierającej jednoprzestrzenne wnętrze, w którym rzemieślnicy ustawiali ławy handlowe.
Określenie Schmetterhaus używane było szczególnie często w miastach objętych prawem niemieckim. Smatruzy budowano na rynkach lub w ich pobliżu. Stanowiły obiekty podobne do sukiennic lub domów płócienników, jednak różniły się jednoprzestrzennym wnętrzem, niepodzielonym na komory.
Smatruz w Opawie został w 1903 przebudowany na ratusz, do dzisiaj zachował się budynek tego typu w bloku śródrynkowym w Świdnicy. Smatruzy istniały ponadto m.in. we Wrocławiu, Brnie i Poznaniu, jako smatruz określano też górną kondygnację Sukiennic w Krakowie. 

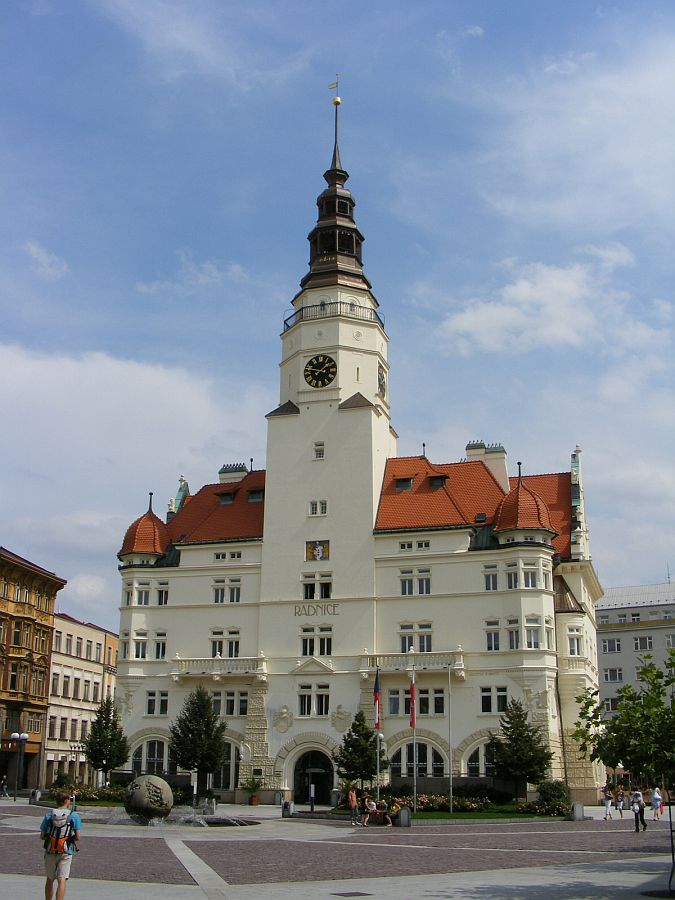
Ratusz w Opawie

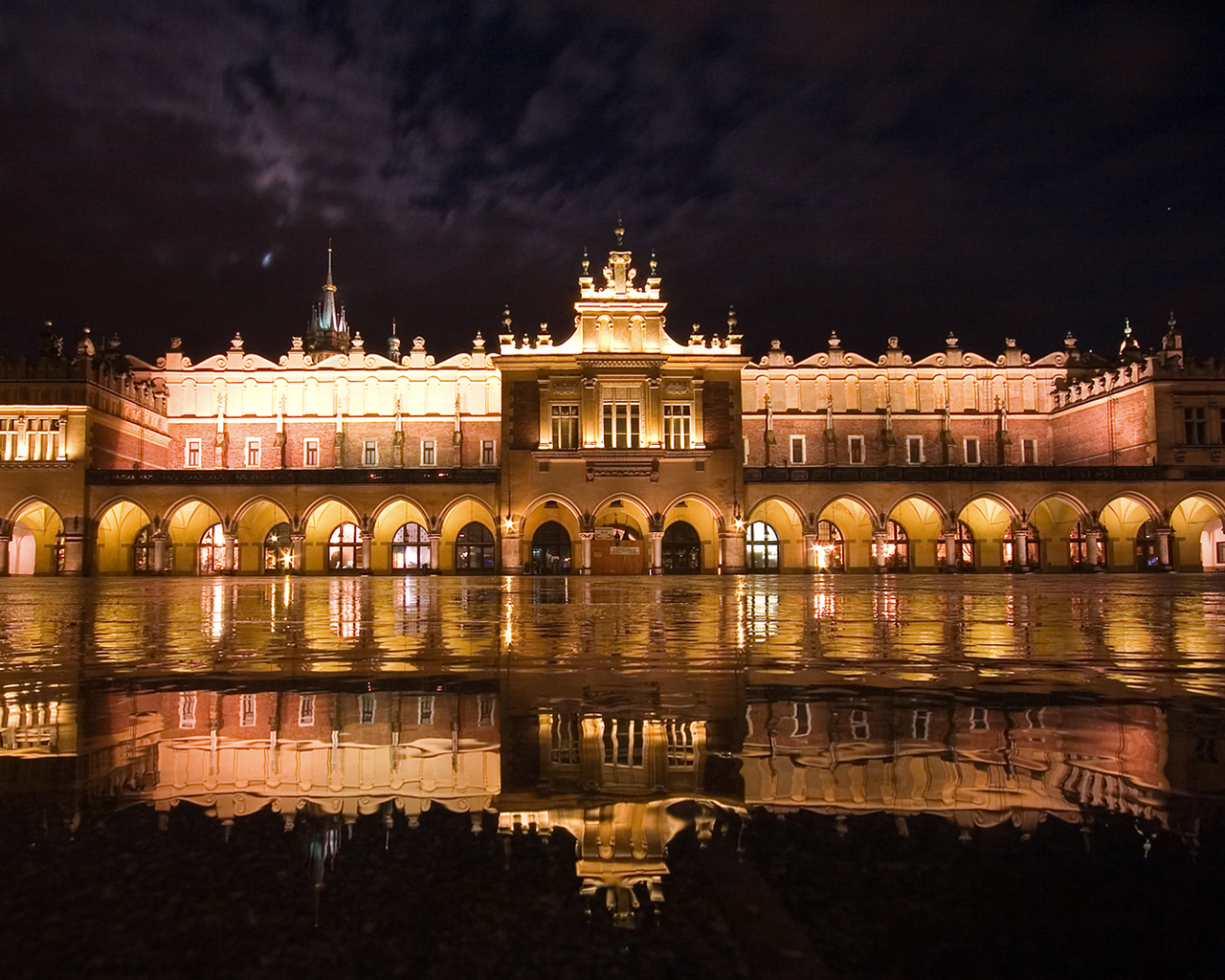
Sukiennice w Krakowie